# Devon Rex
Mèo Devon Rex là một giống mèo có nguồn gốc từ Anh, xuất hiện từ thập niên 1960.

## Lịch sử
Người có công phát hiện ra giống mèo vào khoảng năm 1960 này là một phụ nữ sống ở vùng Devon là Beryl Cox. Một dịp khi đi qua khu vực mỏ khai thác thiếc đã bị bỏ hoang trong vùng Devon, Beryl Cox thấy 1 đám mèo con, trong đó có một con khá đặc biệt với đôi mắt lớn và bộ lông xoăn.
Beryl Cox mang con mèo này về nuôi, và đặt tên là Kirlee. Không bao lâu sau, giới nuôi mèo bàn tán khá nhiều về giống mèo mới tên là Cornish Rex, cũng có bộ lông xoăn giống như con mèo Kirlee. Beryl Cox liền mang con mèo tới một trung tâm nghiên cứu, vì cô cho rằng con mèo của cô cũng là giống mèo Cornish Rex.
Nhưng sau khi kiểm tra y tế, các chuyên gia đã kết luận rằng mèo Kirlee không thuộc giống Cornish Rex, cũng chẳng thuộc giống mèo nào đã từng được công nhận. So với mèo Cornish Rex thì con mèo Kirlee có đôi tai lớn hơn, mũi ngắn hơn, và mắt to hơn, bộ lông xoăn cũng có nhiều điểm khác biệt.
Mèo Kirlee qua đời vào năm 1970 trong 1 vụ tai nạn giao thông. Tuy vậy, nhiều đứa con của Kirlee đã chào đời trước tai nạn này, vì thế chương trình nhân giống không bị ảnh hưởng. Đến năm 1979, Hiệp hội mèo Quốc tế đã công nhận Devon Rex là giống mèo mới.

## Đặc điểm
Khi trưởng thành, mèo Devon Rex nặng khoảng 2.7 kg đến 4.1 kg. Mèo Devon Rex có đôi tai rất lớn, và một đôi mắt to hơn nhiều loài mèo khác, trong khi mõm lại ngắn hơn và xương gò má cao hơn. Lông xoăn nhìn hơi rối, nhưng rất mềm mại và bóng mượt. Cả râu và lông mày của mèo Devon cũng gợn sóng như lông của nó.

## Tập tính

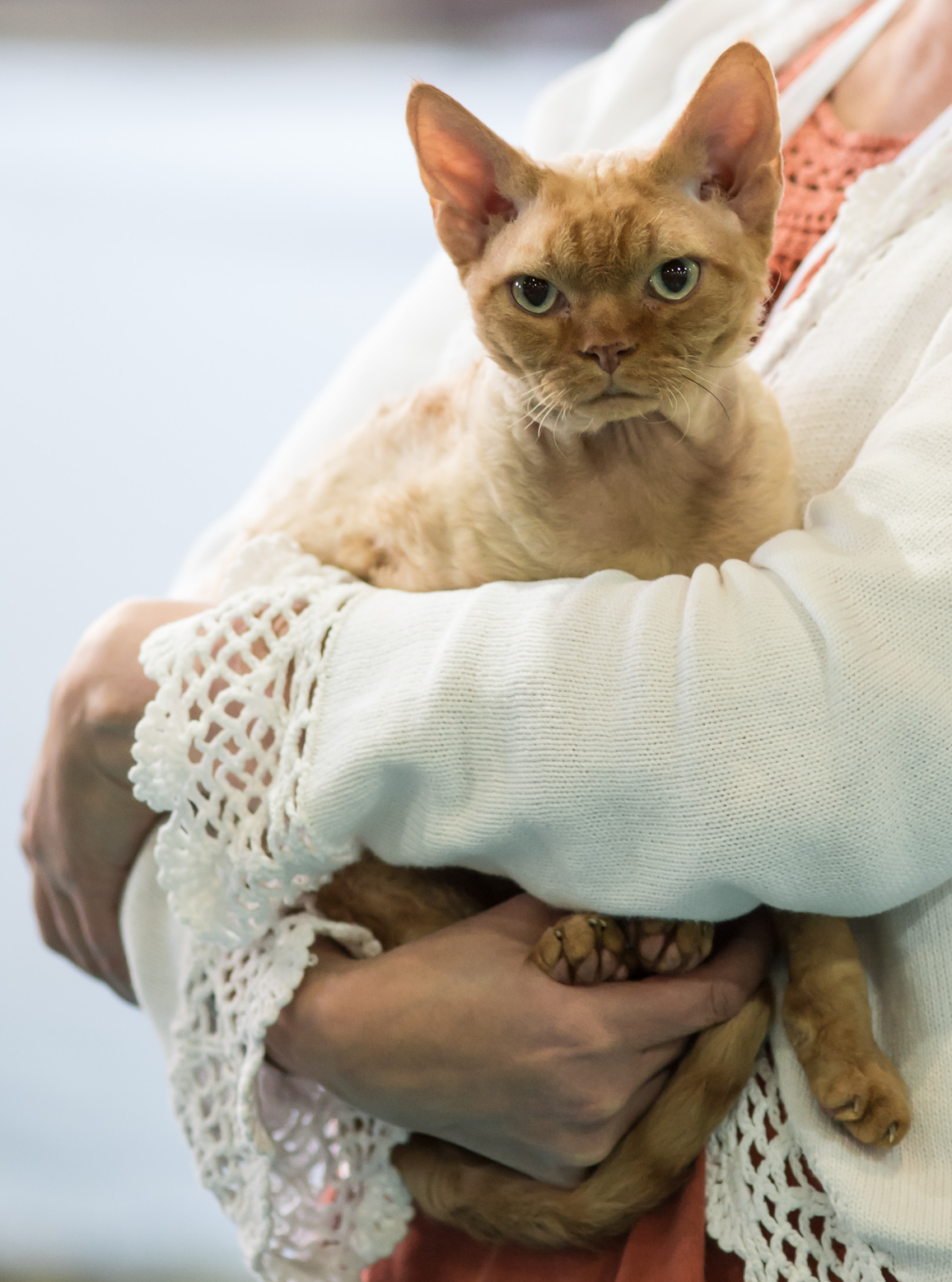

Chúng tinh nghịch, ưa hoạt động và thông minh.Dường như nó bị tò mò bởi mọi thứ, và dành thời gian quan sát những gì diễn ra xung quanh nó. Ít khi mèo Devon nằm ngủ hoặc rúc vào lòng chủ từ sáng tới chiều. Mèo Devon thường xuyên thăm viếng tất cả các ngóc ngách, những góc vườn khoảng sân ít có ai lui tới. Chúng là một con vật giàu tình cảm. Lúc đêm xuống, nó chui vào chăn ngủ chung.
Devon cũng rất giỏi chơi đùa với con nít, và thân thiện với các con thú cưng khác mà bạn nuôi trong nhà. Dù vậy, chúng sẽ dễ buồn chán và phá phách đồ đạc, nếu để chúng một mình thường xuyên trong thời gian dài. Devon Rex là giống mèo dễ nuôi. Bộ lông của chúng tuy xoăn nhưng lại rất dễ khô, thuận tiện cho việc tắm rửa. Bên cạnh đó, người ta ghi nhận rất ít trường hợp chủ nhà dị ứng với lông của mèo Devon. Đôi tai lớn của mèo Devon khá dễ bị bám bụi bẩn, do đó nên lau chùi hàng tuần.